# Carthamus curdicus
Carthamus curdicus là một loài thực vật có hoa trong họ Cúc. Loài này được Hanelt mô tả khoa học đầu tiên năm 1963.